# Ellingerode

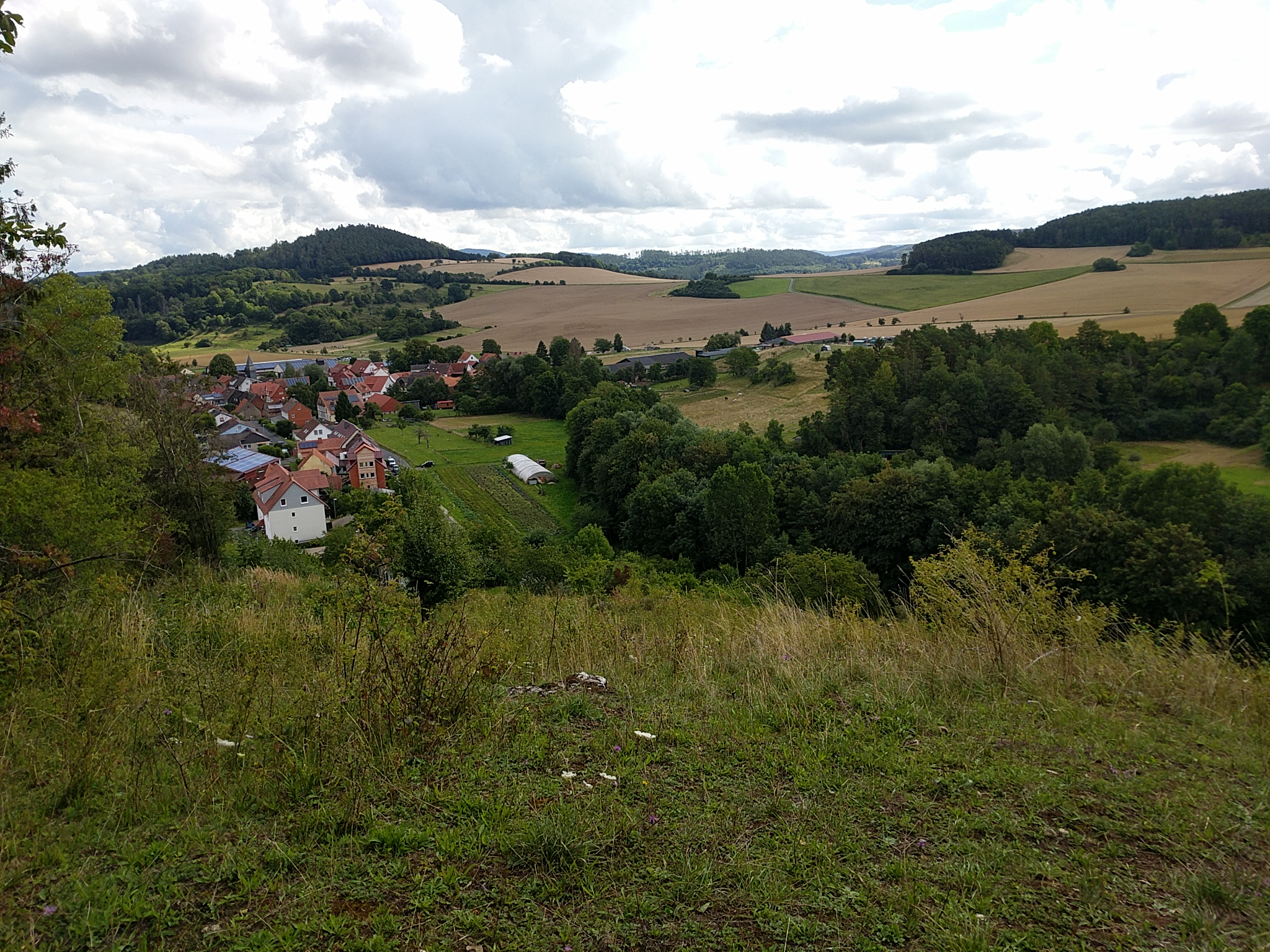
Blick vom Hesselberg auf Ellingerode

Ellingerode ist ein Stadtteil von Witzenhausen im Nordostteil des nordhessischen Werra-Meißner-Kreises.

## Geographische Lage
Ellingerode liegt östlich des Kaufunger Waldes im Kleinalmeröder Hügelland etwa drei Kilometer (Luftlinie) südwestlich der Kernstadt von Witzenhausen am Wilhelmshäuser Bach. Durch die Ortschaft verläuft die Kreisstraße 65, die Verbindung zwischen der Landesstraße 3389 (Roßbach–Kleinalmerode) und der L 3237 (Kleinalmerode–Witzenhausen) ist.

## Geschichte

### Ortsgeschichte
Erstmals urkundlich erwähnt wurde das Dorf am 8. Mai 1352. Die Kirche wurde 1743 von Giovanni Ghezzi erbaut. Der Ort gehörte bis 1821 zum hessischen Amt Ludwigstein/Witzenhausen und danach zum Landkreis Witzenhausen. Während der französischen Besetzung (1807–1813) gehörte der Ort zum Kanton Witzenhausen im Königreich Westphalen.
Im Zuge der Gebietsreform in Hessen wurde die bis dahin selbständige Gemeinde Ellingerode zum 1. Januar 1974 kraft Landesgesetz in die Stadt Witzenhausen eingegliedert. Für die nach Witzenhausen eingegliederten, ehemals eigenständigen Gemeinden wurde je ein Ortsbezirk mit Ortsbeirat und Ortsvorsteher nach der Hessischen Gemeindeordnung gebildet.

### Bevölkerung
Einwohnerstruktur 2011
Nach den Erhebungen des Zensus 2011 lebten am Stichtag, dem 9. Mai 2011 in Ellingerode 291 Einwohner. Darunter waren 9 (3,1 %) Ausländer. Nach dem Lebensalter waren 51 Einwohner unter 18 Jahren, 120 zwischen 18 und 49, 78 zwischen 50 und 64 und 45 Einwohner waren älter. Die Einwohner lebten in 120 Haushalten. Davon waren 39 Singlehaushalte, 30 Paare ohne Kinder und 36 Paare mit Kindern, sowie 6 Alleinerziehende und 6 Wohngemeinschaften. In 21 Haushalten lebten ausschließlich Senioren und in 87 Haushaltungen lebten keine Senioren.
Einwohnerentwicklung
| Quelle: Historisches Ortslexikon |                                     |
| • 1543:                          | 10 Hausgesesse                      |
| • 1575/85:                       | 16 Hausgesesse                      |
| • 1681:                          | 20 Hausgesesse                      |
| • 1745:                          | 200 Einwohner                       |
| • 1747:                          | 27 Mannschaften mit 36 Feuerstellen |

| Ellingerode: Einwohnerzahlen von 1834 bis 2022 | Ellingerode: Einwohnerzahlen von 1834 bis 2022 | Ellingerode: Einwohnerzahlen von 1834 bis 2022 | Ellingerode: Einwohnerzahlen von 1834 bis 2022 | Ellingerode: Einwohnerzahlen von 1834 bis 2022 |
| --- | ---------------------------------------------- | ---------------------------------------------- | ---------------------------------------------- | ---------------------------------------------- |
| Jahr |                                                |                                                |                                                | Einwohner                                      |
| 1834 | 1834                                           |                                                | 336                                            | 336                                            |
| 1840 | 1840                                           |                                                | 375                                            | 375                                            |
| 1846 | 1846                                           |                                                | 401                                            | 401                                            |
| 1852 | 1852                                           |                                                | 414                                            | 414                                            |
| 1858 | 1858                                           |                                                | 396                                            | 396                                            |
| 1864 | 1864                                           |                                                | 408                                            | 408                                            |
| 1871 | 1871                                           |                                                | 382                                            | 382                                            |
| 1875 | 1875                                           |                                                | 369                                            | 369                                            |
| 1885 | 1885                                           |                                                | 312                                            | 312                                            |
| 1895 | 1895                                           |                                                | 321                                            | 321                                            |
| 1905 | 1905                                           |                                                | 294                                            | 294                                            |
| 1910 | 1910                                           |                                                | 277                                            | 277                                            |
| 1925 | 1925                                           |                                                | 294                                            | 294                                            |
| 1939 | 1939                                           |                                                | 285                                            | 285                                            |
| 1946 | 1946                                           |                                                | 455                                            | 455                                            |
| 1950 | 1950                                           |                                                | 448                                            | 448                                            |
| 1956 | 1956                                           |                                                | 395                                            | 395                                            |
| 1961 | 1961                                           |                                                | 355                                            | 355                                            |
| 1967 | 1967                                           |                                                | 326                                            | 326                                            |
| 1970 | 1970                                           |                                                | 299                                            | 299                                            |
| 1980 | 1980                                           |                                                | ?                                              | ?                                              |
| 1990 | 1990                                           |                                                | ?                                              | ?                                              |
| 2000 | 2000                                           |                                                | ?                                              | ?                                              |
| 2011 | 2011                                           |                                                | 261                                            | 261                                            |
| 2015 | 2015                                           |                                                | 303                                            | 303                                            |
| 2022 | 2022                                           |                                                | 303                                            | 303                                            |
| Datenquelle: Historisches Gemeindeverzeichnis für Hessen: Die Bevölkerung der Gemeinden 1834 bis 1967. Wiesbaden: Hessisches Statistisches Landesamt, 1968. Weitere Quellen: LAGIS; Stadt Witzenhausen; Zensus 2011 |                                                |                                                |                                                |                                                |

Historische Religionszugehörigkeit
| Quelle: Historisches Ortslexikon |                                                                   |
| • 1885:                          | evangelische (= 100 %) Einwohner                                  |
| • 1925:                          | 294 evangelische, 5 baptistische Einwohner                        |
| • 1961:                          | 314 evangelische (= 88,45 %), 31 katholische (= 8,73 %) Einwohner |

## Politik
Für Ellingerode besteht ein Ortsbezirk (Gebiete der ehemaligen Gemeinde Ellingerode) mit Ortsbeirat und Ortsvorsteher nach der Hessischen Gemeindeordnung. Der Ortsbeirat besteht aus fünf Mitgliedern. Bei den Kommunalwahlen in Hessen 2021 betrug die Wahlbeteiligung zum Ortsbeirat 72,98 %. Es erhielten die CDU mit 46,18 % zwei Sitze, die Liste „Parteilos-Miteinander-Aktiv“ mit 31,57 % zwei Sitze und das Bündnis 90/Die Grünen mit 22,25 % einen Sitz. Der Ortsbeirat wählte Uwe Bindbeutel (CDU) zum Ortsvorsteher.